# Veľká Lesná

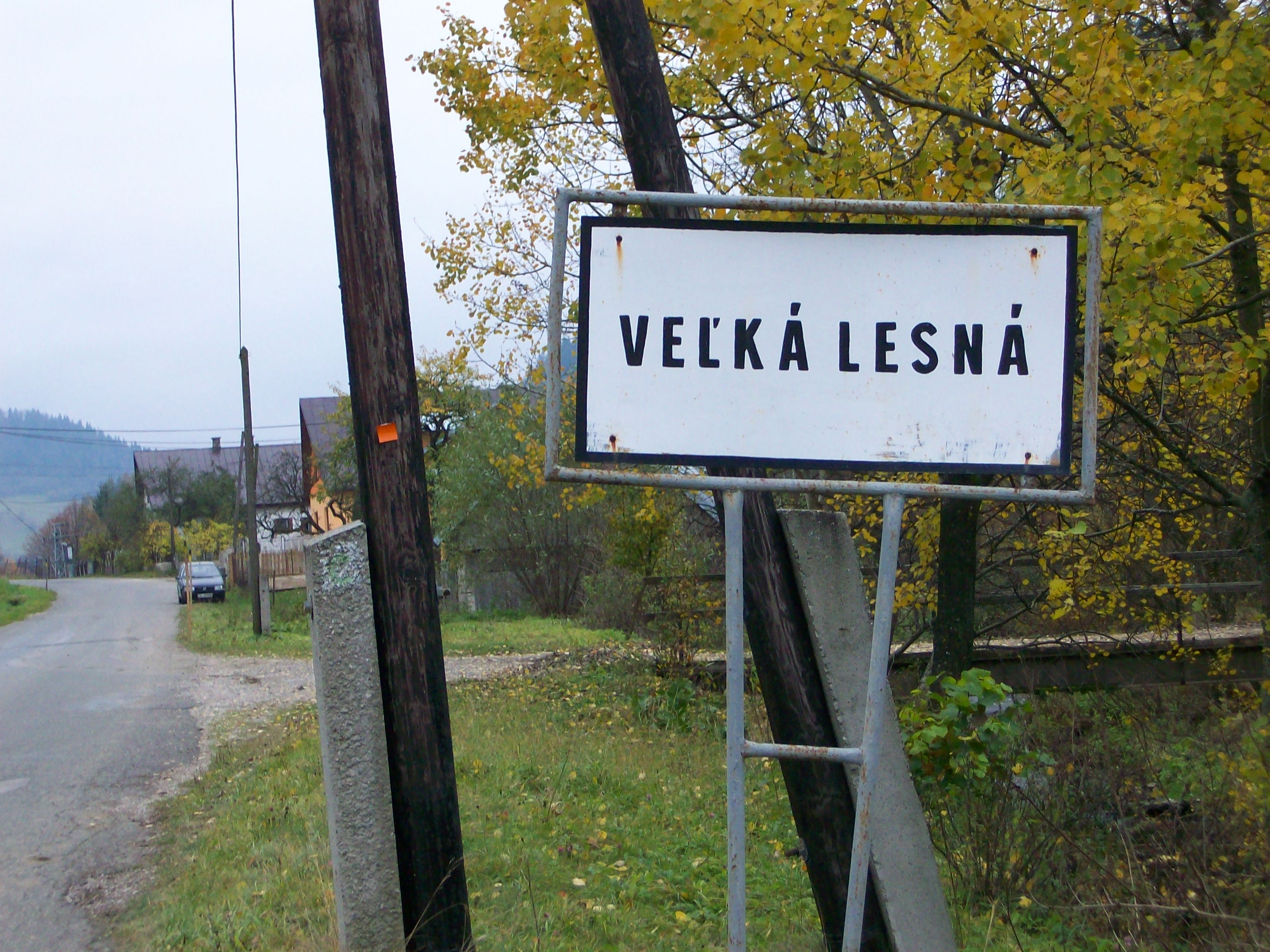
Veľká Lesná

Veľká Lesná is een Slowaakse gemeente in de regio Prešov, en maakt deel uit van het district Stará Ľubovňa.
Veľká Lesná telt 484 inwoners.